# Brederlow (Adelsgeschlecht)

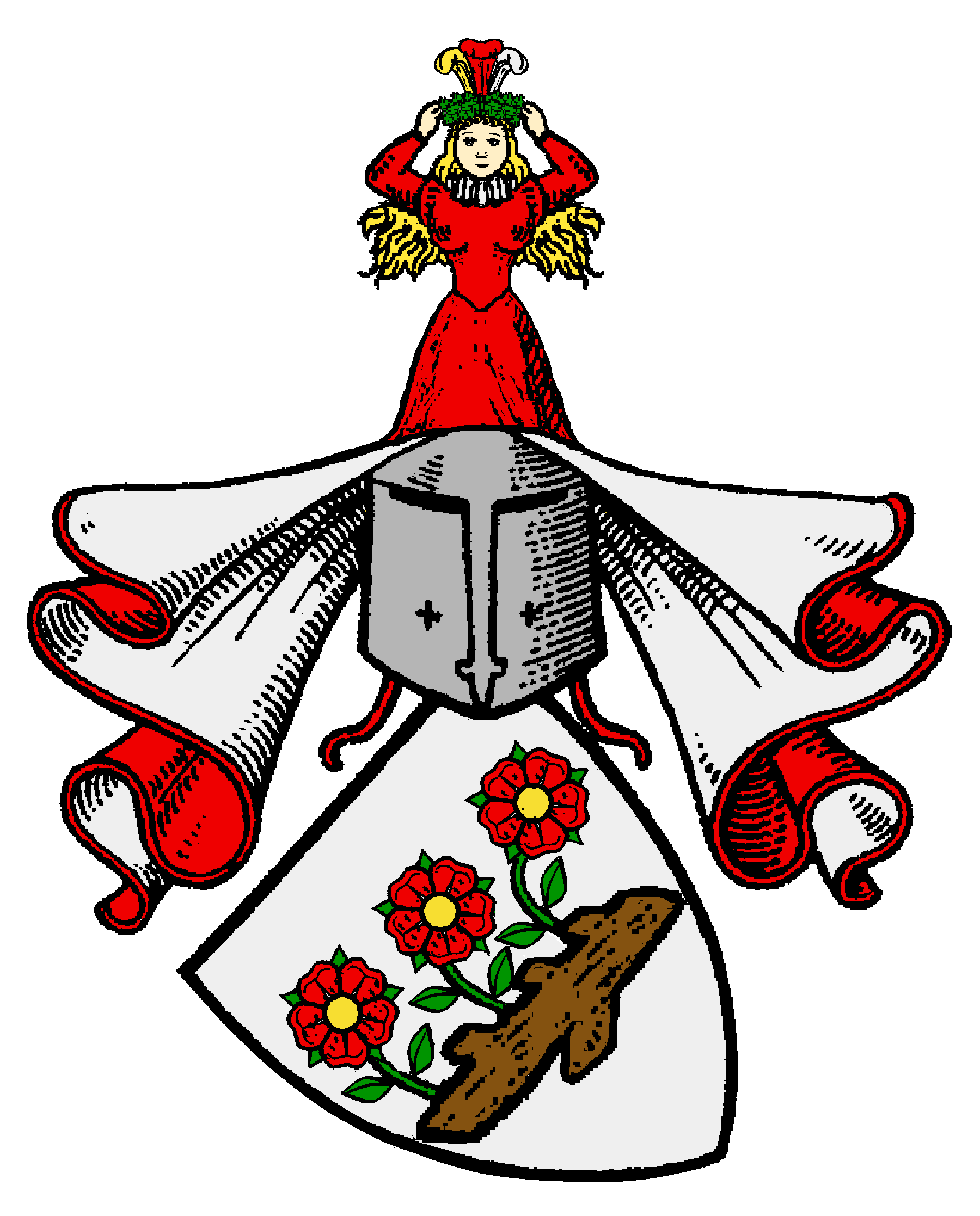
Stammwappen derer von Brederlow

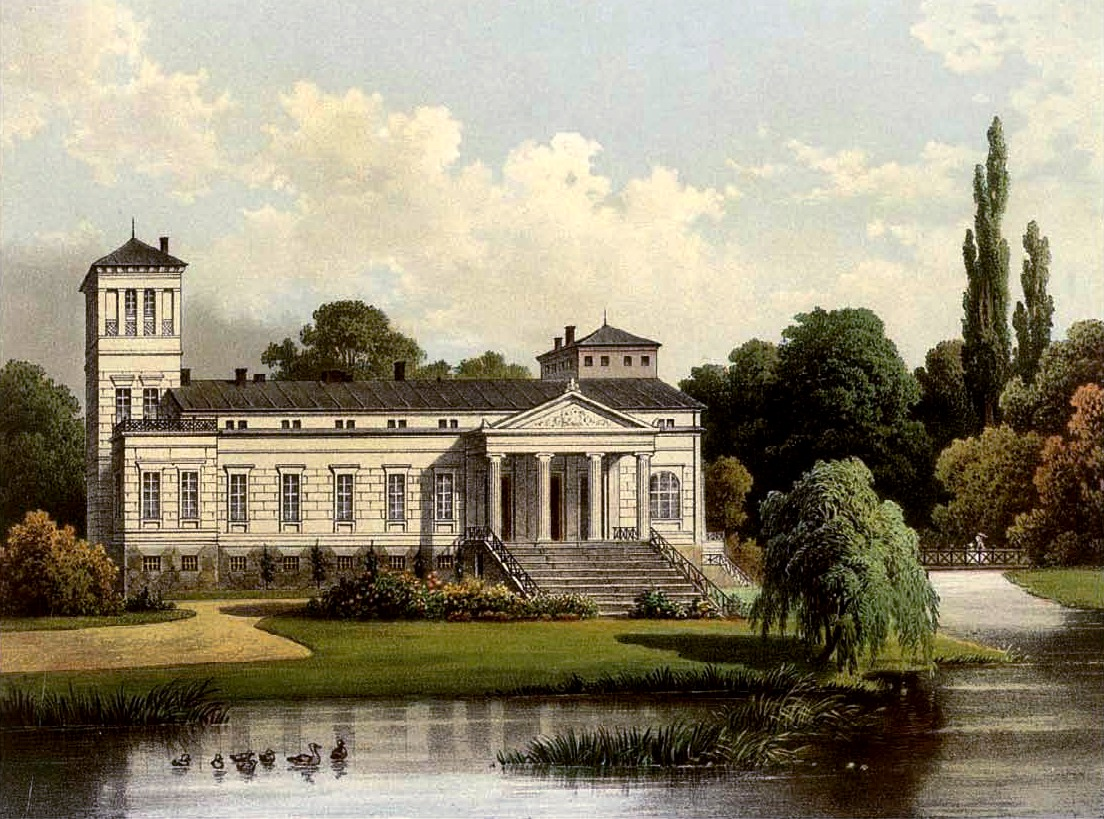
Schloss Groß Saalau um 1863/64, Sammlung Alexander Duncker

Brederlow (auch Breyderloh) ist der Name eines alten pommerschen Adelsgeschlechts, das mit Henningus de Brederlo am 29. September 1319 urkundlich erstmals erscheint. Die Stammreihe der Familie beginnt mit Konrad von Brederlow († 1409), Gutsherr auf dem Rittergut Gartz am Plönesee im Herzogtum Pommern. Sie gehört zu den ältesten pommerschen Adelsfamilien. Ein Goswin von Brederlow war Quitzowscher Hauptmann der Burg Beuthen bei Berlin wider den Hohenzollern und wird auch bei Theodor Fontane beschrieben.
Thydeco besaß mit seinem Bruder Johannes von Brederlow 1326 das Rittergut (Burg) Dertzow bei Lippehne und war einer der geheimen Räte des Markgrafen Ludwig. Die Burg erhielt Hartwich Moltzan von Hans Brederlow 1427 nach dessen Tod.
Die Familie hatte außerdem vom 15. bis 18. Jahrhundert Lehnsbesitz in Hinterpommern. Dazu gehörten die Güter Warsin, ebenfalls im Kreis Pyritz, und Gar(t)z. 1749 verkauften die von Brederlow ihre pommerschen Güter und erwarben Besitzungen in Ostpreußen, so auch Groß Lauth. Als Überlieferung bestand im 19. Jahrhundert eine handschriftlich verfasste Familienchronik mit Ahnentafeln, die in Berlin zur Exposition gelangte aber nicht in den Druck ging.
Mit Groß Saalau im ostpreußischen Kries Bratenstein konnte bis 1945 konstant ein Gutsbesitz gehalten werden, diese Begüterung war lange fideikommissarisch gebunden. Danach wurde es Allodbesitz, respektive der Bereich Koskeim mit Damerau etc. zum Schutzforst bestimmt.

## Standeserhöhung
Die preußische Genehmigung zur persönlichen Führung des Freiherrntitels erhielt am 29. Dezember 1862 in Berlin der königlich preußische Forstmeister Hans von Brederlow, Gutsherr auf Groß Saalau und Bögen im Landkreis Bartenstein (Ostpreußen).

## Wappen

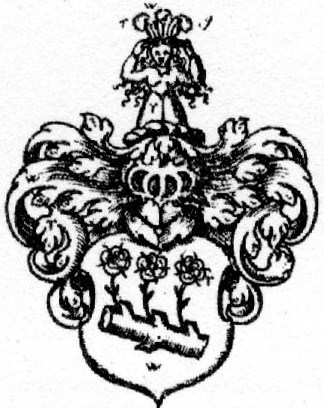
Wappen derer von Brederlow im Siebmacher

In Silber ein liegender abgestumpfter natürlicher Ast, aus dem an grünen Blätterstängeln drei rote Rosen wachsen. Auf dem Helm mit rot-silbernen Decken eine rot gekleidete Jungfrau wachsend, die einen mit gold-rot-silbernen Straußenfederchen bestückten grünen Kranz auf dem Kopf hält.

## Bekannte Familienmitglieder
- Goswin von Brederlow (1783–1842), preußischer Landrat und Autor[11][12]
- Bonaventura von Brederlow (1791–1867), preußischer Generalmajor
- Hans Joachim von Brederlow (1858–1920), Majoratsbesitzer und Mitglied des Deutschen Reichstags
- Tido von Brederlow (1873–1934), deutscher Generalmajor und Ritter des Ordens Pour le Mérite[13]